# Funebre
Funebre war eine finnische Death-Metal-Band aus Turku, die im Jahr 1988 gegründet und 1991 wieder aufgelöst wurde. Sie zählt neben Abhorrence zu den ersten finnischen Death-Metal-Bands.

## Geschichte
Die Band wurde im Jahr 1988 gegründet. Ihr erstes Demo veröffentlichte die Band mit Cranial Torment, das im Jahr 1989 veröffentlicht wurde. Zwei Lieder von diesem Demo erschienen ebenfalls auf der EP Brainspoon, die im Folgejahr über das deutsche Label Whisper in Darkness veröffentlicht wurde. Im selben Jahr erschien außerdem das zweite Demo namens Demo '90.
Im Jahr 1991 erschien das erste und einzige Album, das den Namen Children of the Scorn trug und über Spinefarm Records veröffentlicht wurde. Die Aufnahme des Albums fand unter der Leitung des Produzenten Timo Tolkki statt. Einige Monate später kam es zur Auflösung der Band.
Im Jahr 2004 wurde das Album über Xtreem Music neu gemastert, mit neuer Gestaltung und den Demos wiederveröffentlicht.

## Stil
Die Band spielt klassischen Death Metal, wobei der Gesang stets guttural und die E-Gitarren extrem tief gestimmt sind. Die Musik der Band ist mit Werken von Bands wie Abhorrence, Grave, Carcass, Pungent Stench, Disharmonic Orchestra, Paradise Lost und Autopsy vergleichbar.

## Diskografie
- 1989: Cranial Torment (Demo, Eigenveröffentlichung)
- 1990: Brainspoon (EP, Whisper in Darkness)
- 1990: Demo '90 (Demo, Eigenveröffentlichung)
- 1991: Children of the Scorn (Album, Spinefarm Records)